# National Fallen Firefighters Memorial

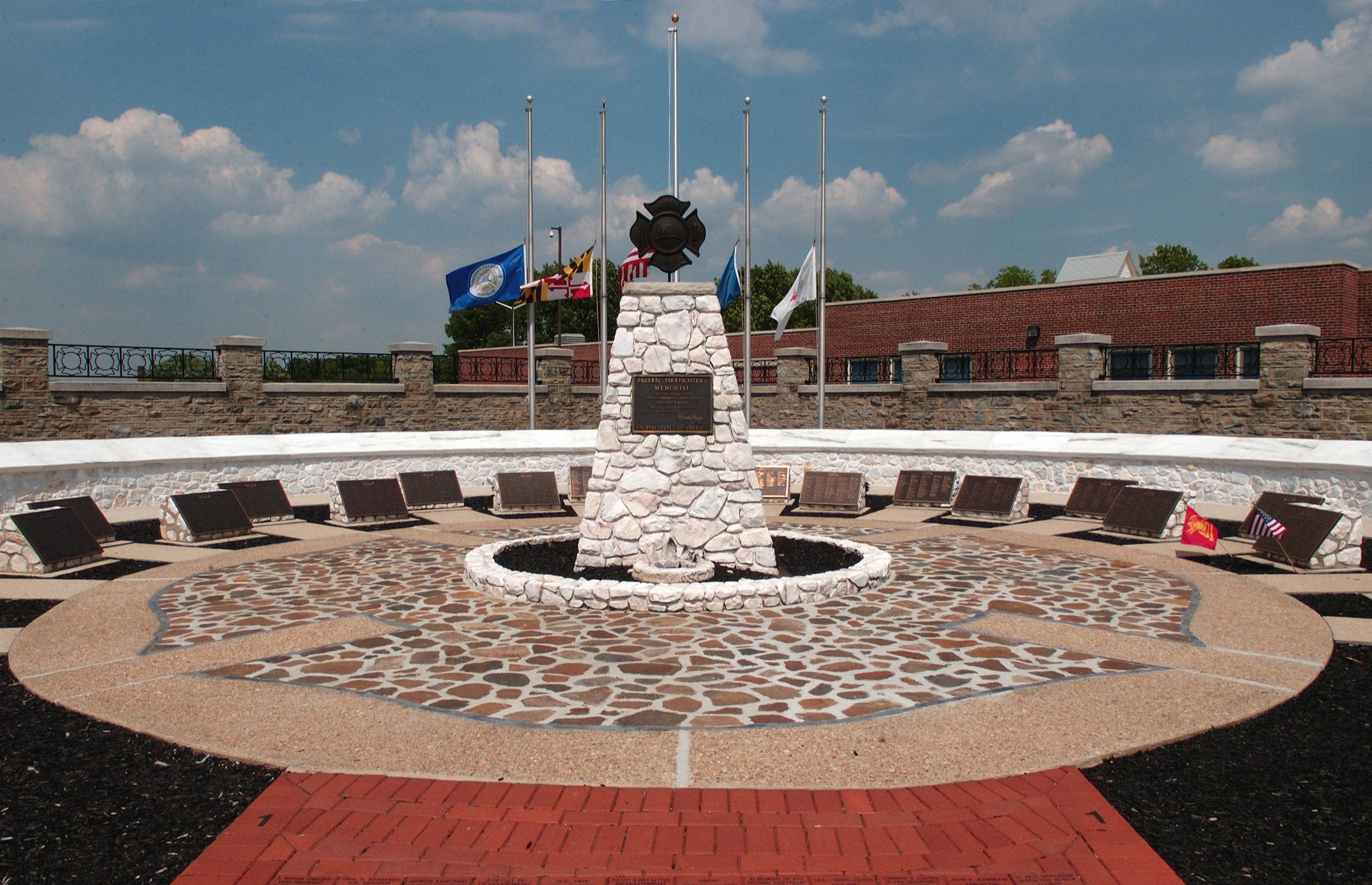
National Fallen Firefighters Memorial

National Fallen Firefighters Memorial je památník, který je postaven na počest hasičů (dobrovolných i kariérních), kteří zemřeli při plnění svých služebních povinností. Památník byl uzákoněn americkým kongresem roku 1990. Byl postaven v roce 1981 v areálu National Fire Academy v Emmitsburgu v Marylandu. Náměstí s pomníkem obklopují plakety se jmény padlých hasičů.  
Každoročně, o první neděli v říjnu, se v areálu koná vzpomínková slavnost uctívající padlé hasiče. K pomníku se pokládá věnec darovaný americkým prezidentem a na Zeď cti se přidávají plakety se jmény požárníků, kteří padli v předchozím roce. Večer před slavností se koná vigílie při svíčkách.